# Manoir de Reckahn
Le manoir de Reckahn est un petit château du Brandebourg situé à Reckahn, village de la municipalité de Kloster Lehnin (arrondissement de Potsdam-Mittelmark). Il se trouve au bord de la Plane, à environ dix kilomètres au sud de la ville de Brandebourg-sur-la-Havel. Il abrite en partie un petit musée ouvert en 2001 consacré à l'histoire de la famille von Rochow (de), ancienne famille propriétaire, et à l'un de ses membres éminents, Friedrich Eberhard von Rochow (1734-1805), réformateur du système scolaire du royaume de Prusse à l'époque des Lumières (Aufklärung). Le reste du manoir sert aux congrès, rencontres et séminaires de l'université de Potsdam à laquelle il appartient aujourd'hui.
Une petite école-musée appartenant au musée de Rochow-Reckahn se trouve à proximité. Ce fut la première école de village à deux classes du royaume, dont le système pédagogique fut copié par d'autres pays d'Europe. Elle fut ouverte par Rochow en 1773.

## Histoire
Le domaine de Reckahn a appartenu aux Rochow du Moyen Âge à 1920. Cette famille originaire de la Marche de Brandebourg est l'une des familles les plus anciennes d'Allemagne. Leur village est mentionné en 1351 sous le nom de Rickan. Il y avait à cette époque un petit fort, Dusterreckahn, dans lequel ils habitaient à un kilomètre environ du château actuel. Le fort est démoli en 1420 et les Rochow construisent un château à l'emplacement du manoir de Reckahn d'aujourd'hui. Tobias von Rochow fait construire en plus par un maître d'œuvre en 1605 un manoir, appelé le Vieux Manoir, avec un pignon Renaissance typique. Il se trouve juste à côté au nord du nouveau manoir baroque.
Le futur ministre de la guerre de l'armée prussienne, Friedrich Wilhelm von Rochow, hérite en 1713 de Reckahn, ainsi que des villages voisins de Messdunck, Goltin, Rotscherlinde et Krahne. C'est entre 1726 et 1730 qu'il fait bâtir le nouveau manoir, dont l'aspect n'a presque pas changé jusqu'à nos jours. Le petit château s'inspire du style baroque d'Andreas Schlüter, fameux architecte berlinois. Un jardin à la française s'étend du côté est.
Le manoir, qui mesure trente mètres de long, se présente sous la forme de trois corps de bâtiment. Le corps de logis, flanqué de deux petites ailes, est original grâce à son avant-corps à trois côtés au milieu de la façade donnant sur la cour d'honneur. L'étage d'honneur auquel on accède par une porte plutôt modeste est surélevé et le toit à la Mansart descend relativement bas. La façade principale est éclairée de onze fenêtres encadrées de pilastres et de corniches presque rustiques par leur simplicité.
Le fils du ministre, Friedrich Eberhard, en hérite en 1760. Il y déploie une intense activité culturelle et scientifique, commune aux seigneurs éclairés de l'époque. Il procède à des expérimentations et à des réformes agraires dans ses domaines, introduit de nouvelles méthodes pédagogiques. En tant que seigneur recevant les revenus de Halberstadt, il est en lien avec l'élite cultivée des environs réunie autour du secrétaire du chapitre de la cathédrale luthérienne, le poète Gleim. On y trouve aussi bien le moraliste Gellert que l'éditeur et polémiste Nicolai, ou encore le pédagogue-philosophe Basedow et le ministre de l'Intérieur von Zedlitz. Rochow écrit plusieurs ouvrages de pédagogie inspirés de leurs idées.
Le jardin d'agrément est transformé en jardin anglais au XIXe siècle.

## Après leXVIIIesiècle
Rochow meurt sans héritiers, un conseil de famille se réunit après sa mort en 1805 et désigne une autre branche. Le dernier propriétaire de la famille sera Friedrich Leopold Harry von Rochow (1881-1945), ancien médaillé olympique en équitation, et la dernière personne de la famille à y demeurer sera Felicitas von Rochow.
La famille von Rochow est expulsée à l'arrivée de l'Armée rouge et ses terres sont confisquées et nationalisées. Les archives de la famille sont dispersées, dont une grande partie se trouve aujourd'hui aux archives principales du Brandebourg à Potsdam. Les meubles et les objets familiers disparaissent pour la plupart. Le manoir sert d'école à partir de 1946 et le Vieux Manoir est transformé en appartements socialistes. Certains communs ou bâtiments de ferme sont démolis de sorte que le manoir a perdu depuis lors toute caractéristique d'un ancien domaine seigneurial. Le nouveau mobilier intérieur est typique du mobilier fonctionnel et sans goût des pays des républiques populaires d'Europe centrale des années 1950, et la république démocratique allemande en était réputée pour la fabrication et l'exportation dans les républiques sœurs. Le château est modernisé et l'on y installe le chauffage central.
L'école est fermée en 1996 et le manoir est restauré à partir de 1998. Certaines salles et l'escalier d'honneur sont restaurés comme autrefois pour abriter le musée actuel avec son exposition permanente consacrée au réformateur Rochow, intitulée La Raison pour le peuple. Les autres parties du manoir abritent des salles de conférence et de documentation, des bureaux de travail et chambres, ainsi qu'une cafétéria.

## Galerie
Des bustes des personnages de l'époque de Rochow ayant participé aux réformes de l' Aufklärung en Prusse et ailleurs ont été placés dans la galerie d'entrée du manoir.

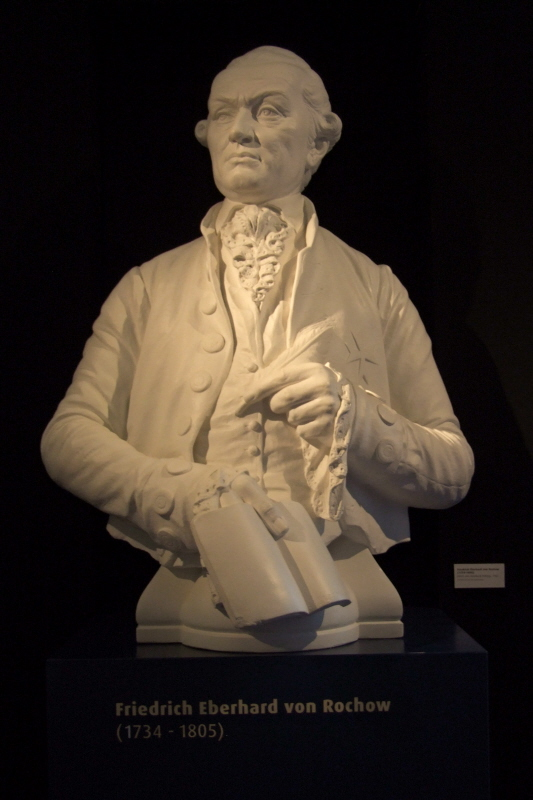
Buste de Friedrich Eberhard von Rochow (1734-1805)
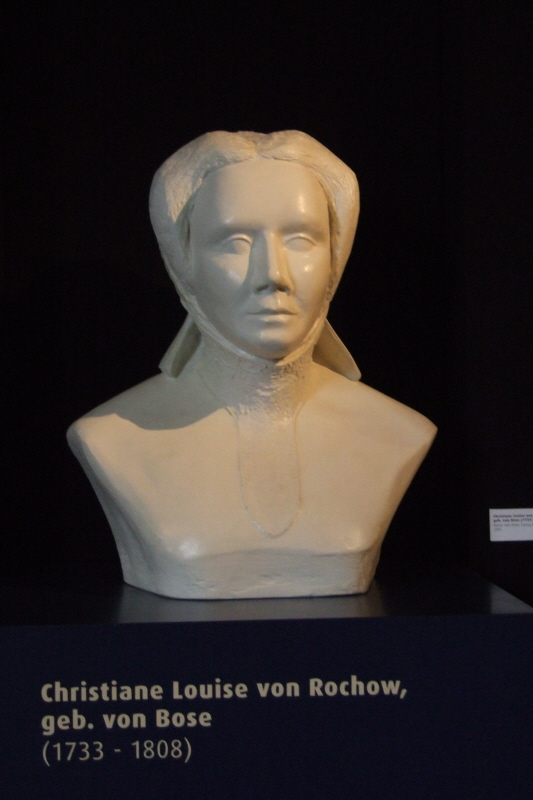
Buste de Christiane-Louise von Rochow née von Bose (1733-1808)
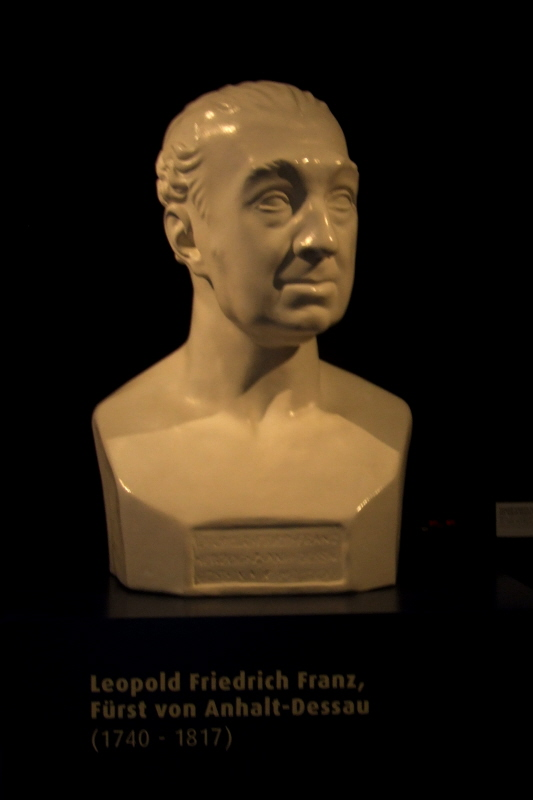
Buste du duc Léopold-Frédéric d'Anhalt-Dessau (1740-1817)
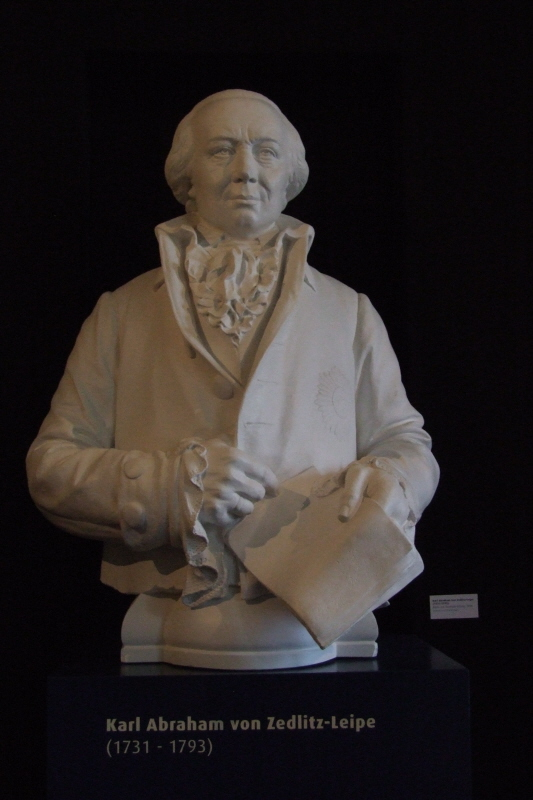
Buste de Karl Abraham von Zedlitz (1731-1793)

On remarque à côté du manoir l'église luthérienne de Reckahn datant du XVIIIe siècle et inchangée. Elle fait partie, avec le parc et l'école-musée, de l'ensemble du musée Rochow de Reckahn.

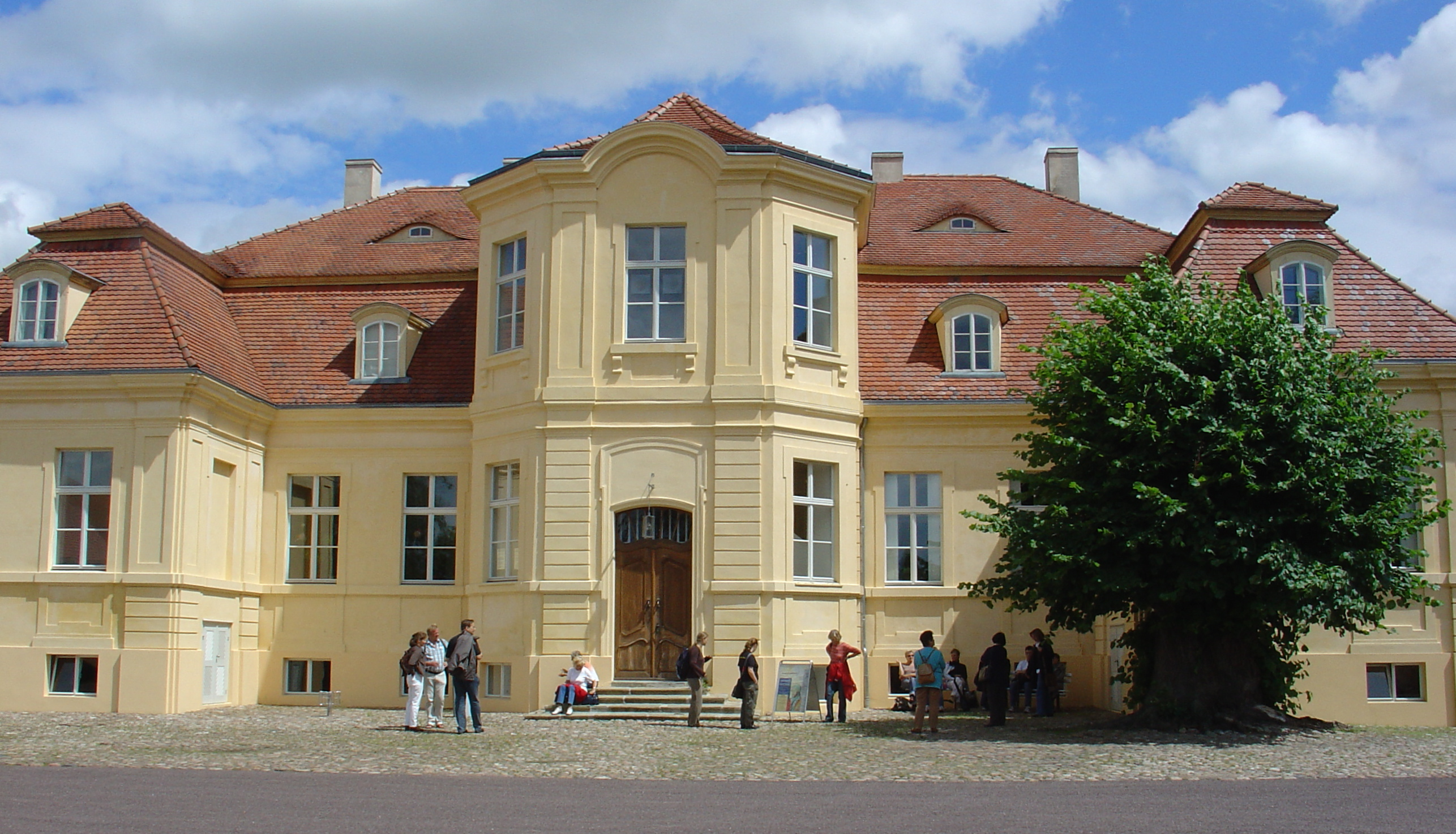
Vue de la façade, côté cour d'honneur
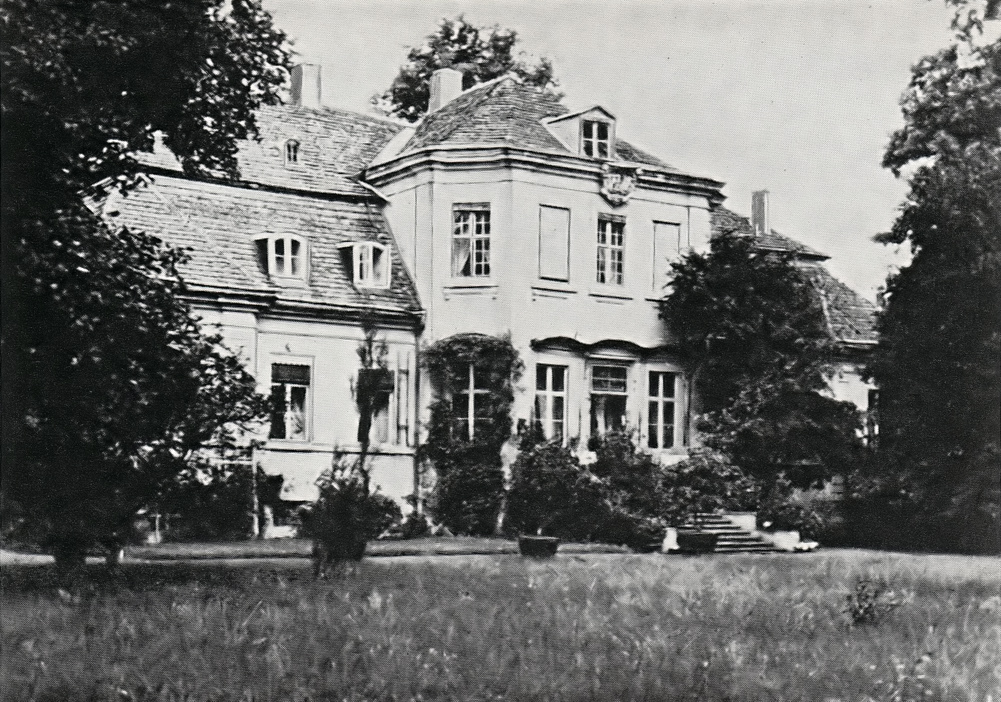
Photographie du manoir vers 1920, côté parc
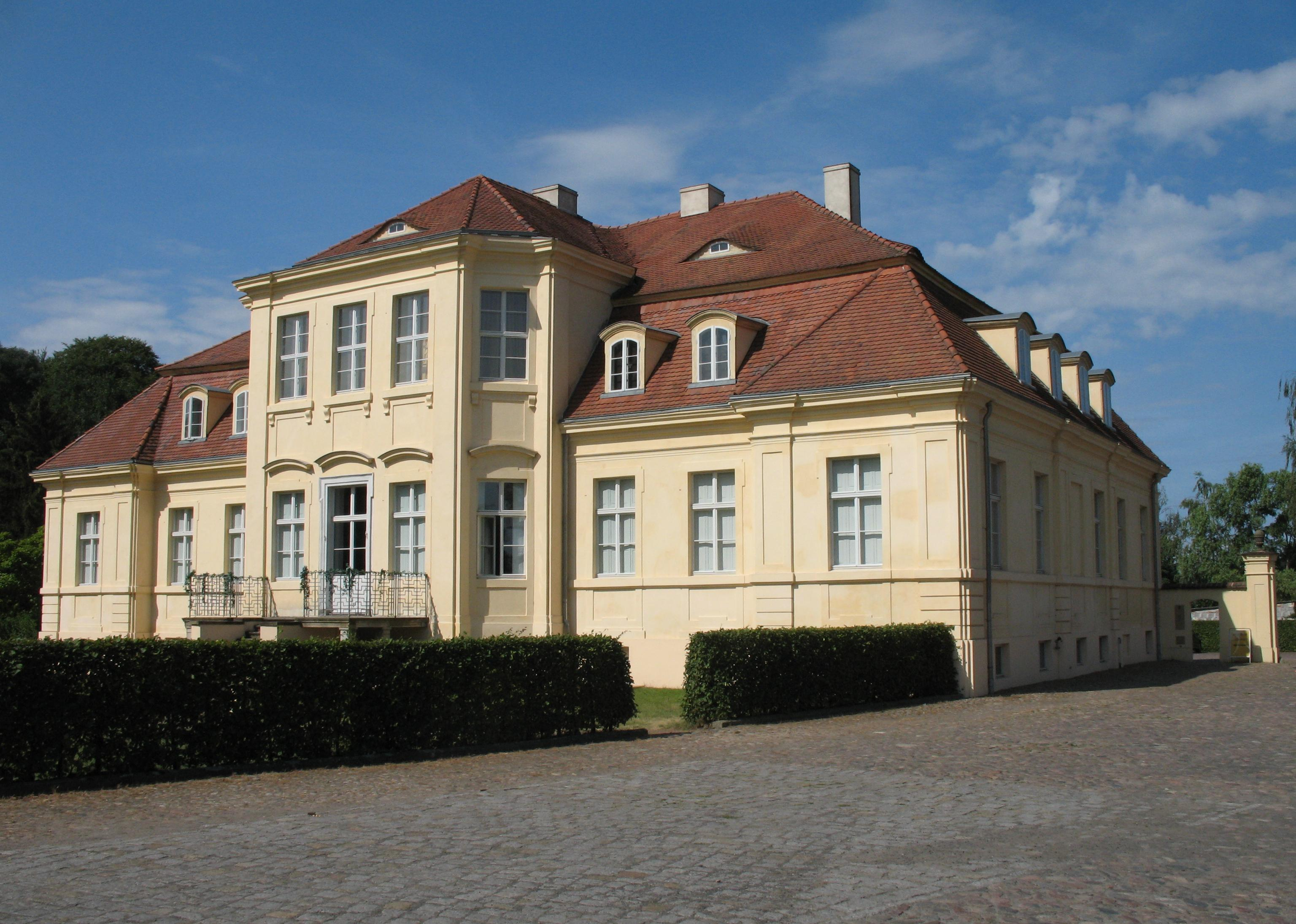
Vue du château, côté nord-est
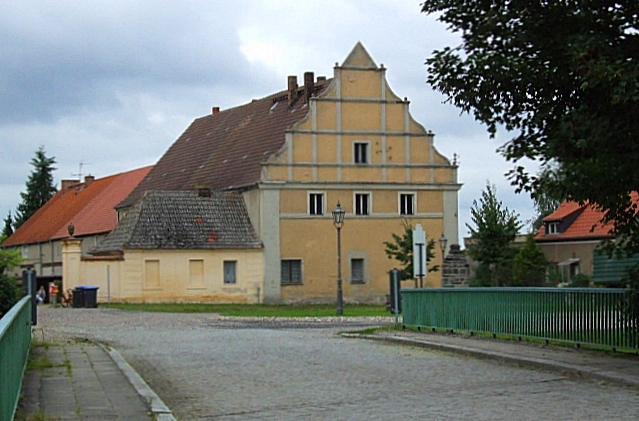
Vue du Vieux Manoir en 2007

## Source
- (de) Cet article est partiellement ou en totalité issu de l’article de Wikipédia en allemand intitulé « Schloss Reckahn » (voir la liste des auteurs).